# Geology
Geology ist eine monatlich erscheinende, englischsprachige Fachzeitschrift mit Schwerpunkt im Gebiet der Geologie.

## Publikation
Geology, abgekürzt Geol.,  wurde erstmals im Jahr 1973 veröffentlicht. Herausgeber ist die Geological Society of America (GSA).

## Zielsetzung
Laut GSA ist Geology die meistgelesene Fachzeitschrift der Geowissenschaften. Jedes Monatsheft enthält 20 und mehr Artikel. Jährlich erscheinen 1166 Seiten. Die GSA hat es sich zum Ziel gesetzt, die Zeitschrift weniger für rein akademische Arbeiten, sondern mehr als Forum  kürzerer Beiträge einzusetzen.